# كتاب التساؤلات
كتاب التساؤلات عمل شعري للشاعر التشيلي بابلو نيرودا الحائز على جائزة نوبل في الأدب، نُشر بعد وفاته بعام  ، حيث صدر لأول مرة عام 1974، بعد عام من وفاته. يتكوّن الكتاب من سلسلة من الأسئلة التأملية، التي كتبها نيرودا في فترات مختلفة من حياته دون أن يقدم لها أجوبة. وقد جُمعت هذه الأسئلة ونُشرت لأول مرة في الأرجنتين. تنتمي هذه الأسئلة إلى النمط التأملي والوجودي، وتعكس انشغالات نيرودا الفلسفية والإنسانية والشعرية.

## محتوى الكتاب
يتكوّن كتاب "كتاب التساؤلات" (Libro de las preguntas) من حوالي 74 مقطعًا شعريًا، تضم في مجموعها ما يقرب من 314 سؤالًا شعريًا كتبها بابلو نيرودا خلال فترات متفرقة من حياته. صيغت هذه الأسئلة في شكل أبيات قصيرة، دون تقديم أي إجابة.

## مواضيع الكتاب
تنوعت الأسئلة التي يطرحها نيرودا بين ما هو بسيط ويومي، وما هو رمزي وتأملي. من أبرز المواضيع:
- الوجود والمعنى: تساؤلات حول الزمن، والهوية، والحلم، واللغة.
- الطبيعة والكائنات: تأملات في الأشجار، البحر، الطيور، والحيوانات.
- الموت والغياب: تساؤلات فلسفية عن نهاية الحياة والذاكرة والفناء.
- السياسة والتاريخ: انتقادات مبطنة وشعرية للسلطة، الاستعمار، والنسيان.

الطفولة والدهشة: أسئلة بريئة وعميقة في آن، تعكس نظرة طفل يستكشف العالم.

## الأسلوب
اعتمد نيرودا في هذا الكتاب أسلوبًا بسيطًا ظاهريًا لكنه شديد الرمزية، حيث تأتي معظم الأسئلة في صيغة شعرية قصيرة من تسعة مقاطع لفظية، بأسلوب قريب من الحوار الداخلي، بعيد عن التفسير أو الشرح. يُلاحظ حضور لافت للخيال، التناقض، والمجازات البصرية واللغوية.